# Qvarnström
Qvarnström är ett svenskt efternamn, som burits av bland andra:
- Agnetha Hilding Qvarnström (född 1958), svensk jurist
- Ann-Sophie Qvarnström (född 1958), svensk silversmed och illustratör
- Axel Wilhelm Qvarnström (1845–1927), svensk präst
- Birger Qvarnström (1924–2012), svensk ingenjör
- Carl Gustaf Qvarnström (1810–1867), svensk skulptör och målare
- Einar Qvarnström (1894–1983), svensk militär
- Emanuel Qvarnström (1918–1996), svensk författare
- Erik Gustaf Qvarnström (1779–1823), svensk kammartjänare och tecknare
- Gunnar Qvarnström (1920–1976), svensk litteraturforskare
- Ingrid Qvarnström (1891–1968), finländsk författare
- Niklas Qvarnström (född 1969), svensk författare och litteraturkritiker
- Petter Qvarnström (omkring 1730–1788), svensk orgelbyggare
- Pontus Qvarnström (1872–1918), svensk tennisspelare
- Titti Qvarnström (född 1979), svensk kock
- Ulla Qvarnström (1933–2017), svensk omvårdnadsforskare